# Ступар-Трифунович, Таня
Таня Ступар-Трифунович (серб. Тања Ступар Трифуновић, родилась в 1977 году в Задаре) — сербская боснийская писательница, издавшая четыре книги стихов и одну книгу притч. Лауреат нескольких боснийских премий в области поэзии и прозы.

## Биография
Родилась в 1977 году в Задаре. Окончила философский факультет, кафедру сербского языка и литературы Баня-Лукского университета. В связи с войной переехала в Баня-Луку. Издала четыре книги стихов и одну книгу притч, стихи переведены на английский, немецкий, польский, словенский, македонский, венгерский, датский, французский и русский языки (перевод Дмитрия Волжанина). Книга «О чём думают варвары за завтраком» была номинирована на премию CEE Literature Award (литературная премия Восточной и Юго-Восточной Европы) как лучшая книга 2007—2008 годов в Боснии и Герцеговине, попала в шорт-лист, за что Ступар-Трифунович получила в подарок дом в Вене. В 2009 году книга «Главный герой — человек, который влюбился в неудачу» получила приз «Фра Грго Мартич» как лучшая книга стихов, вошла в несколько боснийских и зарубежных сборников стихов. Ступар-Трифунович также является редактором литературного журнала «Путеви». Номинировалась на премию EU Prize for Literature 2016.